# Occident au XIIe siècle
 (février 2016).
Si vous disposez d'ouvrages ou d'articles de référence ou si vous connaissez des sites web de qualité traitant du thème abordé ici, merci de compléter l'article en donnant les références utiles à sa vérifiabilité et en les liant à la section « Notes et références ».
Le XIIe siècle en Europe occidentale fait suite au XIe siècle et précède le XIIIe siècle.

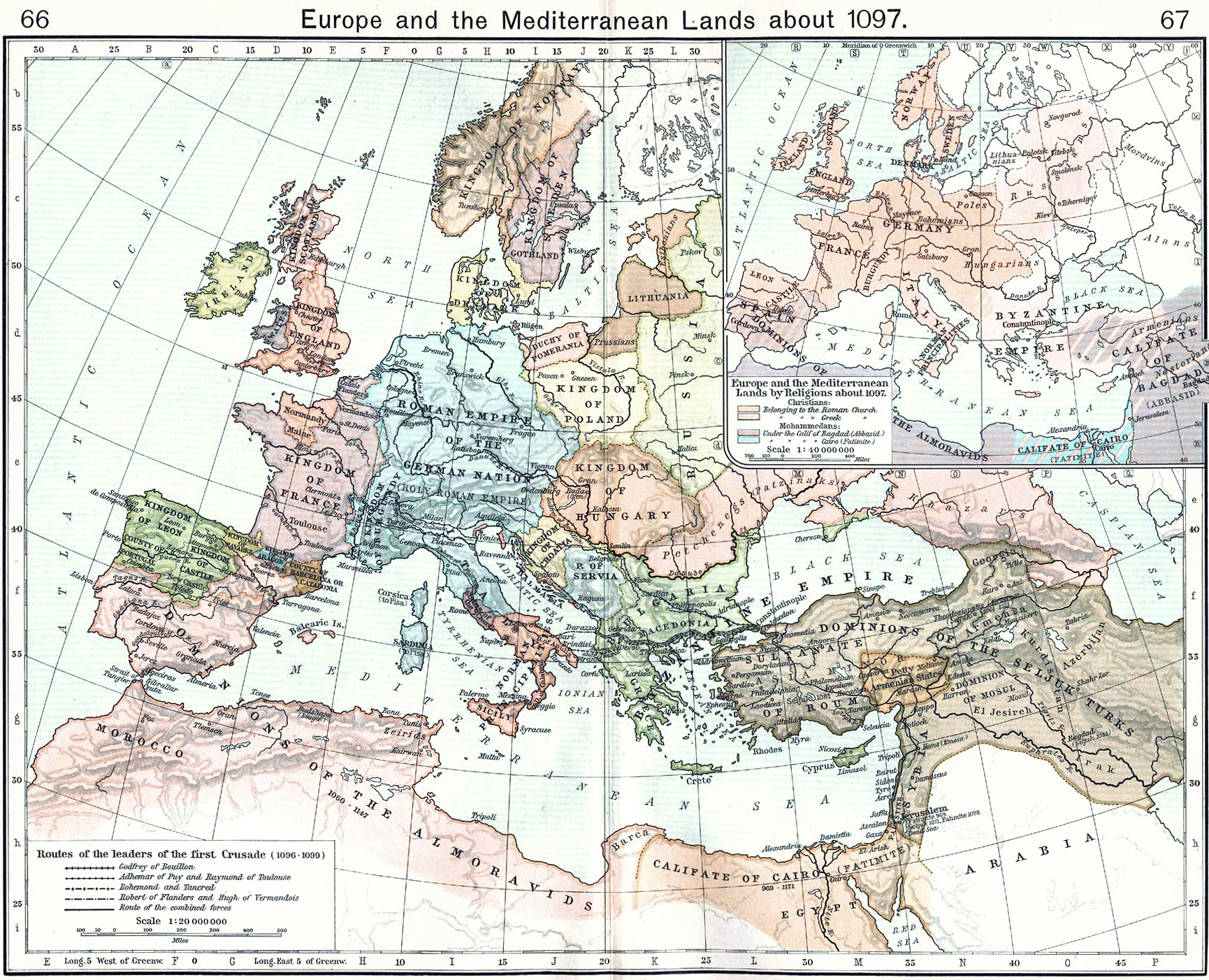
L'Europe à la veille des Croisades.

## Développements intellectuels
Le moulin à vent s'est généralisé en Europe vers le XIIe siècle, d'abord sur les côtes maritimes des pays du Nord : Grande-Bretagne, Pays-Bas, puis dans les pays de la bordure atlantique : Portugal, France, de la mer du Nord et de la mer Baltique : Belgique, Allemagne, Danemark, et dans les îles, y compris en mer Méditerranée.

### Renaissance duXIIesiècle
Durant la  renaissance du XIIe siècle, on assiste à un important mouvement de traduction des textes arabes en latin, parfois en castillan, mais aussi en hébreu avec la famille de rabbins Ibn Tibbon.
Outre les œuvres d'Aristote, on traduit les ouvrages scientifiques grecs qui avaient été traduits en arabe ainsi que des œuvres de philosophes musulmans. Ce mouvement prend son essor dès 1100 dans diverses villes d'Espagne, notamment à Tolède, où se développe une importante école de traducteurs avec Gérard de Crémone et Michael Scot. D'autres centres de traduction sont actifs à Palerme, à Rome, à Venise, à Pise, ainsi qu'au mont Saint-Michel.

### Architecture gothique
L'architecture dite « gothique » apparaît initialement en Île-de-France sous le nom de Francigenum Opus (ou opus modernum), signifiant littéralement « Œuvre Française ». 
Son identité très forte est autant philosophique qu'architecturale. Elle représente probablement, de ces deux points de vue, l'un des plus grands accomplissements artistiques du Moyen Âge.
Bien que des éléments techniques utilisés par les maîtres d'œuvre de l'époque existent depuis de nombreux siècles (ogive), l'édification du chœur et de la façade de la basilique Saint-Denis et de la cathédrale Saint-Étienne de Sens sont généralement considérés comme les premiers jalons majeurs dans la genèse de l'esthétique gothique en architecture.
Suger décide d'achever la construction de sa nouvelle abbatiale en s'inspirant du nouveau style entraperçu dans la cathédrale Saint-Étienne de Sens. En 1140, il fait édifier une nouvelle façade occidentale du type « harmonique », en s'inspirant des modèles normands de l'âge roman, comme l'abbatiale Saint-Étienne de Caen qui offre un bel exemple de façade harmonique normande, rompant avec la tradition carolingienne du massif occidental. En 1144, la consécration du chœur de la basilique marque l'avènement d'une nouvelle architecture. Reprenant le principe du déambulatoire à chapelles rayonnantes en le doublant, il innove en prenant le parti de juxtaposer les chapelles, autrefois isolées, en les séparant par un simple contrefort. Chacune des chapelles comporte de vastes baies jumelles munies de vitraux filtrant la lumière. Le voûtement adopte la technique de la croisée d'ogives qui permet de mieux répartir les forces vers les piliers.
Le gothique classique correspond à la phase de maturation et d'équilibre des formes (fin XIIe siècle-1230 environ). On construit alors toutes les plus grandes cathédrales : Reims, Bourges, Amiens, etc. Des centaines d'églises sont construites ou modifiées dans les villes et villages ou pour les monastères en tenant compte des nouveaux principes dès la fin du XIIe siècle. Dans les cathédrales, le rythme et la décoration se simplifient. L'élan vertical est de plus en plus prononcé.

## Féodalité
Au XIIe siècle, la féodalité se modifie, avec l'arrêt des invasions, l'expansion démographique et économique. La chevalerie, base du système, se ferme et devient uniquement héréditaire: ne peut être chevalier qu'un noble, même si plus rarement il peut s'agir d'un combattant anobli pour sa bravoure.
L'aide du vassal se limite aux quatre cas (aide aux quatre cas). Son fief devient sa pleine propriété, et le roi de France renforce son pouvoir (notamment par la procédure de l'appel judiciaire).
Grand essor du tournoi, avec la fin des guerres seigneuriales.
L'éclatement de la souveraineté en une multitude de principautés indépendantes a considérablement réduit le pouvoir du roi. Sa seule attribution demeure la suzeraineté qui en fait le « seigneur suprême ». L'historiographie traditionnelle appelle cette période de déclin du XIe et XIIe siècles l'« anarchie féodale ».
Dans le courant du XIIe siècle, se met en place la monarchie féodale, qui use des obligations vassaliques pour forcer à l'obéissance les grands seigneurs territoriaux. Le roi s'impose en jouant au maximum de sa suzeraineté et en exploitant les permanentes dissensions de ses vassaux.
L'établissement des communes, en fournissant aux rois un auxiliaire contre la puissance des vassaux ; les Croisades, en forçant les seigneurs d'engager à la couronne des domaines qu'ils ne purent depuis recouvrer, portèrent les premiers coups à la féodalité.
Les Capétiens, soit par la force des armes, soit par jugement, achat, donation, succession, réunissent nombre de fiefs au domaine royal. Leurs successeurs, devenus plus forts, attaquent victorieusement les privilèges des feudataires.

## Évolution religieuse

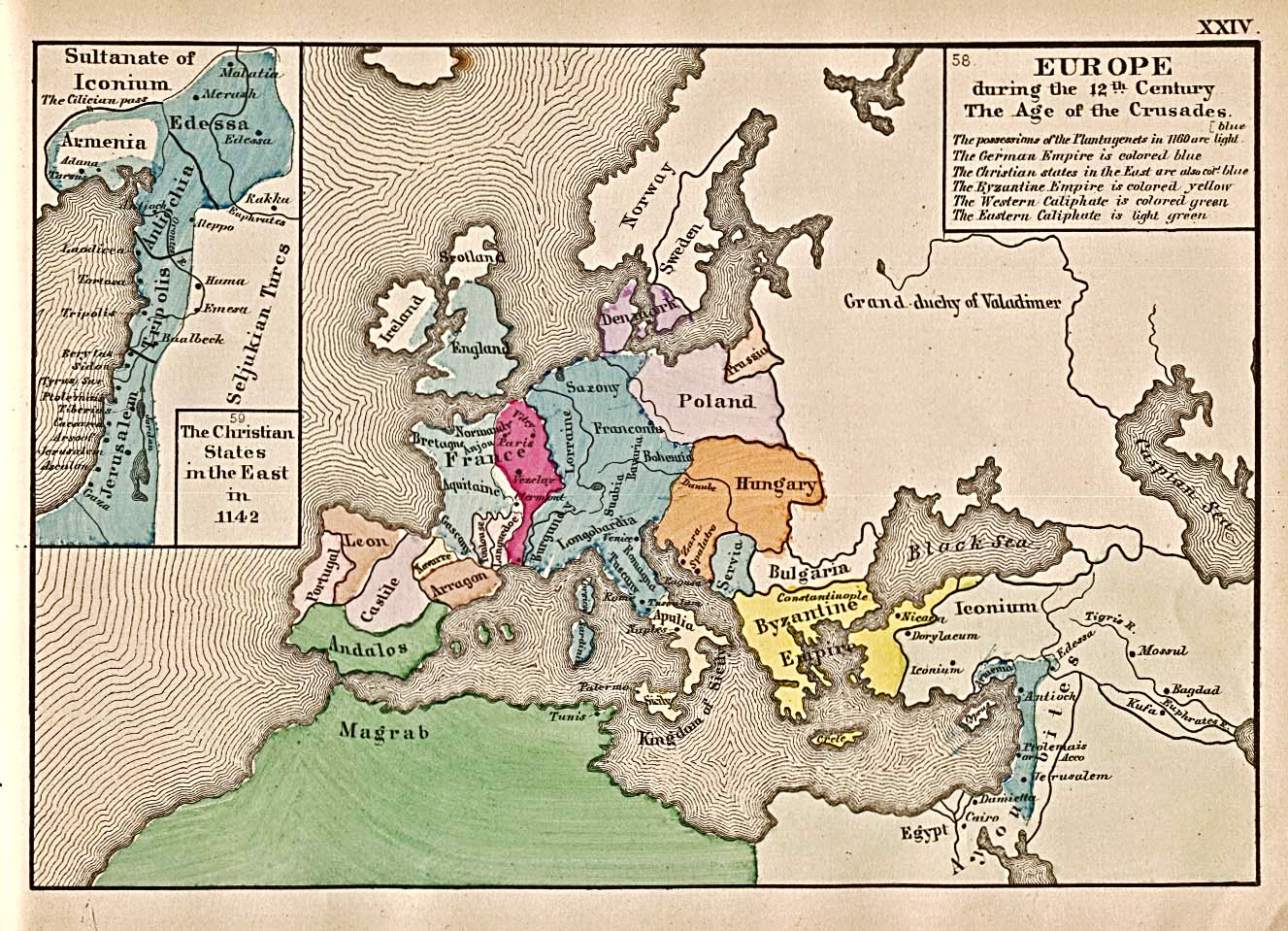
Europe et les états francs du Levant en 1142.

De même que le Xe siècle vit l'essor des abbayes bénédictines, le XIIe siècle est celui des collégiales, dont la multiplication est le signe le plus caractéristique du réveil religieux de ce temps.
Les communautés de clercs desservent les fonctions les plus variées : prière, mais également ministère paroissial, hôpital, accueil de pèlerins...
L'enseignement fait partie de la vocation d'un disciple des Apôtres : les grands penseurs sont des chanoines, et les communautés enseignantes sont à la source des universités médiévales.

## Structure sociale
La diffusion des innovations techniques rend le travail plus productif. Enfin, les villes et le commerce se développent, ce qui entraîne l'émergence d'une riche bourgeoisie qui souhaite s'émanciper du pouvoir de la seigneurie féodale dès le XIe siècle par l'obtention de franchises (droit d'impôts, de justice...) et l'exemption de droits seigneuriaux précisées dans les chartes de communes. Cette bourgeoisie souhaite s'émanciper aussi du pouvoir ecclésiastique en tenant ses conseils municipaux non plus dans les églises, mais dans les hôtels de ville dont les beffrois concurrencent les clochers. Au gré des circonstances, ces trois pouvoirs s'affrontent ou s'allient (il peut même y avoir concurrence entre le clergé cathédral et celui des autres églises paroissiales dont la responsabilité de la collecte et l'administration des fonds pour sa construction est assurée par le conseil de fabrique) pour le financement de nouvelles églises et cathédrales.

## Agriculture
Nouvel attelage du cheval utilisé dans l'agriculture, permettant de multiplier par quatre sa puissance de travail : au lieu d'être attaché par le cou, le cheval exerce la traction par le cou grâce au Collier d'épaule.
L'extension de la charrue transforme le paysage agricole. Pour obtenir un meilleur rendement, le laboureur doit en effet retourner le moins possible son instrument, opération longue et complexe. Sous cette contrainte, les champs s'allongent, et quand ils sont divisés ils le sont en lanières.
Les polders médiévaux commencent à apparaître, ainsi que les drainages des terres marécageuses.